# 190 Ismene
190 Ismene è un asteroide della fascia principale del diametro medio di circa 159 km. Scoperto nel 1878, presenta un'orbita caratterizzata da un semiasse maggiore pari a 3,9795847 UA e da un'eccentricità di 0,1658926, inclinata di 6,16679° rispetto all'eclittica.
Il suo nome deriva da Ismene, figlia di Edipo e Giocasta.
Fa parte del gruppo dinamico di asteroidi Hilda, che si trova in risonanza 2:3 col pianeta Giove.